# Pestalozzi AG
Die Pestalozzi AG ist ein Schweizer Handelsunternehmen mit Sitz in Dietikon und vereinigt unter dem Namen Pestalozzi Gruppe die Unternehmensbereiche Stahltechnik und Haustechnik sowie die Tochterfirmen Gabs AG für den Bereich Gebäudehülle, das Logistikunternehmen Transstahl AG und die Willy Schneider AG für die Blechverarbeitung. Sie beliefert das baunahe Gewerbe und die metallverarbeitende Industrie mit Halb- und Fertigfabrikaten. Die Unternehmensgruppe beschäftigt rund 400 Mitarbeitende sowie über 20 Auszubildende und erwirtschaftete 2022 einen Umsatz von 235 Millionen Schweizer Franken.

## Tätigkeitsgebiete
Die Pestalozzi Gruppe umfasst die beiden Geschäftsbereiche Stahltechnik und Haustechnik sowie die drei Tochtergesellschaften Gabs AG, Transstahl AG und Willy Schneider AG.
Geschäftsbereich Stahltechnik
Der Geschäftsbereich Stahltechnik beliefert die metallverarbeitende Industrie mit Blank- und Automatenstählen, rostfreien Stählen, Edelbaustählen und Stahlrohren sowie mit Nichteisenmetallen. Für Metallbauer umfasst das Angebot Profilsysteme, Beschlägesysteme, Geländersysteme, Torsysteme sowie Form- und Rundrohre.
Geschäftsbereich Haustechnik
Der Geschäftsbereich Haustechnik beliefert Sanitär- und Heizungsinstallateure mit Rohren, Produkten und Systemen für die Trinkwasserversorgung und -entwässerung, für die Wärmeverteilung und -abgabe, sowie mit Lüftungsprodukten. Das Sortiment umfasst des Weiteren Produkte für die Gas- und Wasserversorgung.
Gabs AG
Die Gabs AG beliefert Spengler, Dachdecker, Fassadenbauer und Isolierspengler mit Halbfabrikaten und Metallen, Baublechen, profilierten Scharen, Steil- und Flachdachsystemen, Blitzschutzsystemen, Fassadenprodukten, Ornamenten und Werkzeugen.
Transstahl AG
Die Transstahl AG führt als Transportunternehmen Transporte für Stahl-, Haustechnik-, Spenglerei- und Kunststoffprodukte aus. Sie verfügt über eine Flotte von 65 Fahrzeugen mit einer Nutzlast von bis zu 26 Tonnen.
Willy Schneider AG
Die Willy Schneider AG (WSO) ist Spezialistin für Blechverkleidungen und Feinblechformteile und gehört seit 2021 zur Pestalozzi Gruppe.

## Geschichte

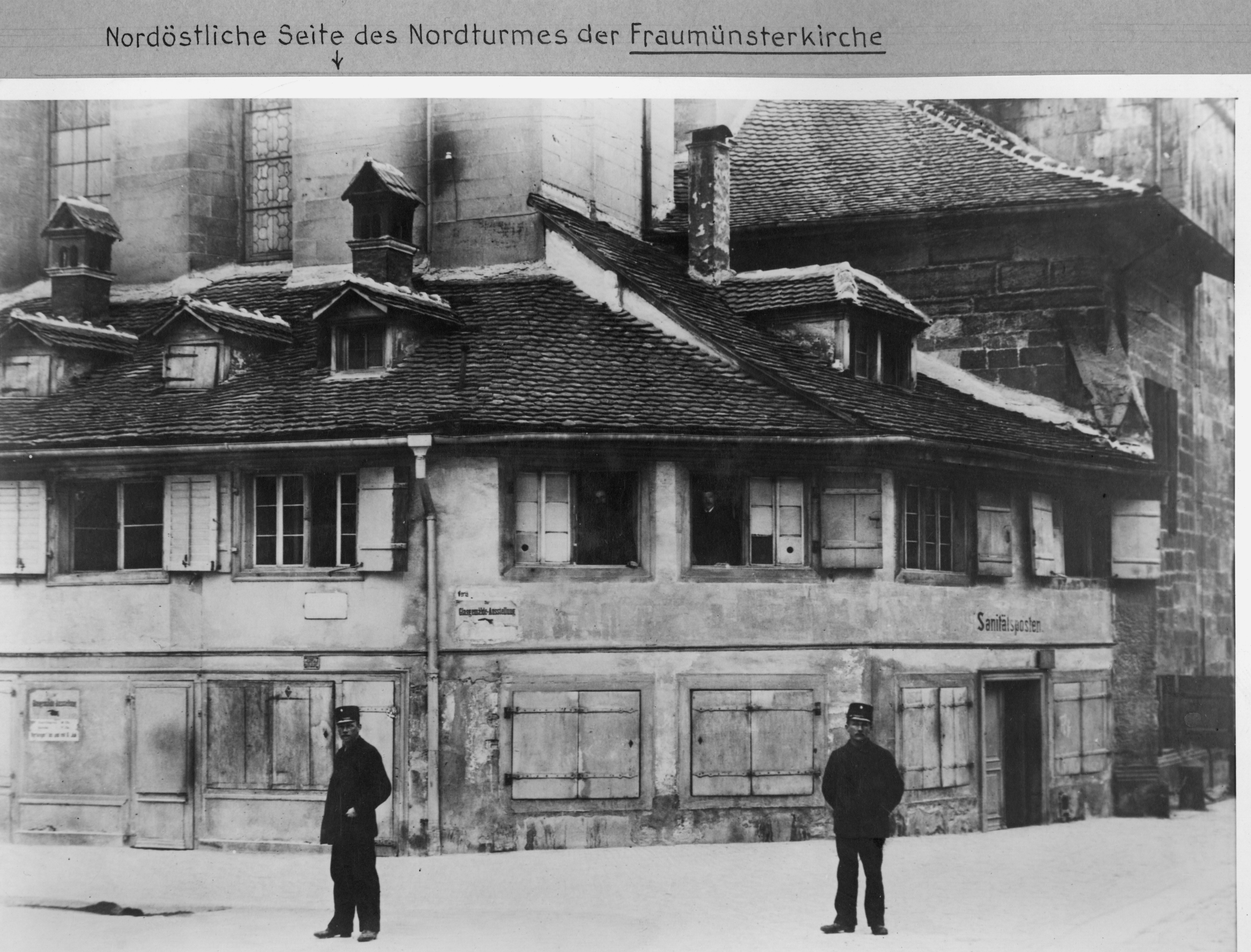
«Schwalbennest» am Fraumünster: ehemalige Eisenhandlung Wiser im gegen das Zunfthaus zur Meisen gerichteten Budenanbau mit Kamin und abgewalmter Lukarne

In der Geschichte der Firma Pestalozzi waren die drei Familien Wiser, Burckhardt und Pestalozzi an der Generationenfolge beteiligt. In den ersten drei Generationen Wiser wurde der Betrieb von Vater zu Sohn vererbt und weitergeführt. In der vierten Generation übernahm Rudolf Alexander Pestalozzi als Schwiegersohn die Handlung und verlieh ihr den bis heute gültigen Namen. In der sechsten Generation wurde durch Fritz Burckhardt durch verwandtschaftliche Beziehungen Teilhaber der Firma. Über drei Generationen lang waren die Familien Burckhardt und Pestalozzi partnerschaftlich am Geschäft beteiligt, bis im Jahr 2000 Dieter Burckhardt seine 50 % der Aktien an seinen Partner Dietrich Pestalozzi verkaufte.
Lange galt 1788 als Gründungsjahr der Firma Pestalozzi. Aus diesem Jahr stammt das bislang älteste Dokument, nämlich ein Lagerinventar und die Geschäftsübergabe von Johann Heinrich Wiser an dessen Sohn Johann David Wiser, unter dessen Namen die Firma über drei Generationen lief. Beim Archivieren von historischen Dokumenten zur Firmengeschichte transkribierte das Stadtarchiv Zürich dieses Dokument Inventarium und Übergab der Handlung S[e]pt[em]b[e]r. 1788 und ging der Frage nach der Identität des Vaters Johann Heinrich Wiser nach.
Erst das Sichten weiterer Quellen im Staatsarchiv des Kantons Zürich brachte ein älteres Zeugnis zu Tage: Im Periodicum Monatliche Nachrichten einiger Merkwürdigkeiten heisst es in einer Taufanzeige von 1763, «Herr Joh. Heinrich Wiser, Eisenhändler an der Badergass», habe zu St. Peter ein Töchterchen namens Anna Elisabetha taufen lassen. Daher feierte die Firma Pestalozzi 2013 ihr 250-jähriges Bestehen.
Johann Heinrich Wiser-Schalch (1709–1792) arbeitete als Buchhalter in einem Eisenwerk bei Eberfingen im Südschwarzwald. Als das Eisenwerk geschlossen wurde, machte er von seinem Zürcher Bürgerrecht gebrauch und begann in der Limmatstadt mit Eisenwaren zu handeln.
1788 richtete Johann David Wiser seine «Handlung» in einem an die Fraumünster-Aussenmauer angebauten «Lehenladen» (sogenanntes «Schwalbennest») ein. Das vom Vater übernommene Start-Inventar bestand aus Eisen, Stahl und Eisenwaren. Er übernahm auch einen grossen Teil der Kundschaft und wusste den Kundenstamm durch den erfolgreichen Handel mit u. a. Eisen bald zu erweitern.
Nach einer kaufmännischen Ausbildung und einem Italienaufenthalt trat Heinrich Wiser-Balber 1807 als Angestellter in das Geschäft seines Vaters ein. Ab 1827 führte er es – während einiger Jahre zusammen mit seinem Stiefbruder David – als Teilhaber an seines Vaters Seite. Heinrich Wiser kaufte mehrere Liegenschaften am Messeplatz Münsterhof und konnte so die Geschäftstätigkeiten ausbauen.
Mit Rudolf Alexander Pestalozzi-Wiser trat 1850 der «erste Pestalozzi» in die Firma seines Schwiegervaters ein, wo er bis 1884 als Teilhaber wirkte. Während des Deutsch-Französischen Krieges (1870–1871) fielen der Schweiz viele bedeutende Aufträge zu, was die davor während mehrerer Jahre ziemlich brachliegende Geschäftstätigkeit stark belebte.
Friedrich Otto Pestalozzi trat am 1. Januar 1871 in das elterliche Geschäft ein, in dem sein älterer Bruder Ernst schon seit 1861 tätig war und bereits seine Lehrzeit absolviert hatte. 1878 wurden beide Brüder Teilhaber der Firma, die immer noch den Namen des Gründers trug. 1891 änderten die beiden den Namen auf «Gebr. Pestalozzi». Im gleichen Jahr erfolgte der Umzug vom «Schwalbennest» in die Liegenschaft Münsterhof 12 «zur Farb» der ehemaligen Färberei Ott (Büro und Verkaufsmagazin) und die Einrichtung eines Lagers in Wollishofen.

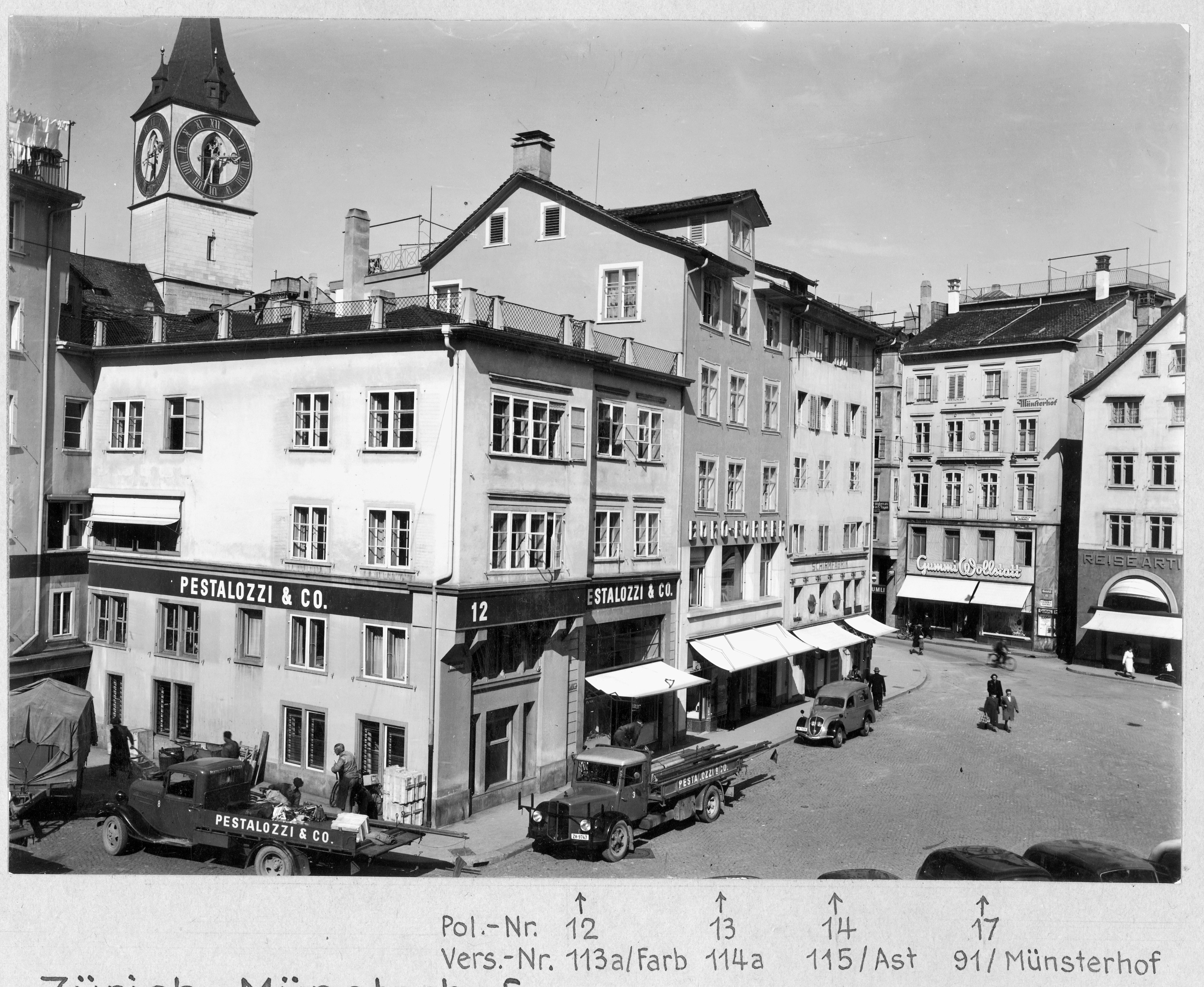
Pestalozzi & Co. am Münsterhof 12 (1947)

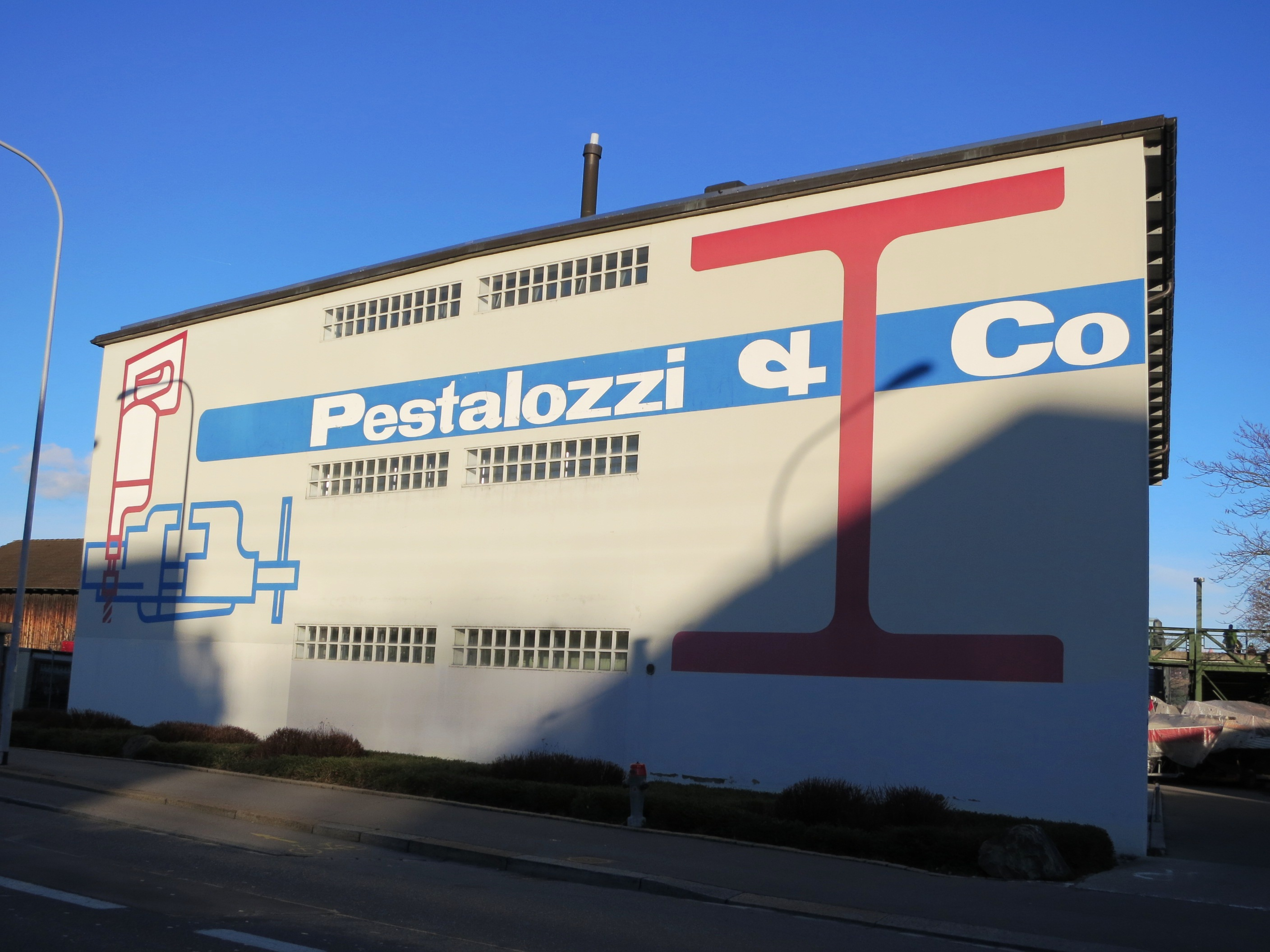
Lager Wollishofen mit Werbegrafik von Max Bill 1930

Pestalozzi & Co, Lagerhallen Dietikon (1969)

Neben Rudolf Pestalozzi, der seine Tätigkeit im väterlichen Betrieb 1905 aufnahm, kam über verwandtschaftliche Beziehungen mit Fritz Burckhardt ein weiterer Familienzweig ins Geschäft. Mit der Ernennung der beiden zu Teilhabern im Jahre 1911 wurde erneut eine Änderung der Firmenbezeichnung notwendig. Die Firma hiess ab jenem Jahr «Pestalozzi & Co». Im Jahre 1917 konnte der Grundbesitz in Wollishofen, wo die Firma bis 1960 die Lagergeschäfte abwickelte, erweitert werden. Die Liegenschaften in Wollishofen waren für viele Jahre ein wichtiger Standort des Unternehmens.
1941 hielt mit Andres Burckhardt und 1949 mit Heinrich Pestalozzi die 7. Teilhaber-Generation Einzug. Die Betriebsverlagerung nach Dietikon (1981) durch diese Generation hatte einen starken geschäftlichen Aufschwung zur Folge. 1979 wurde die Firma von einer Kollektiv- in eine Aktiengesellschaft mit dem Namen «Pestalozzi + Co AG» umgewandelt.
Ab 1977 waren Dietrich Pestalozzi und Dieter Burckhardt an der Firma beteiligt. 1988, anlässlich des 200-Jahr-Jubiläums (es galt noch 1788 als Gründungsdatum), übernahmen die beiden als Vertreter der achten Generation die Gesamtverantwortung für die Pestalozzi Gruppe. Die 1980er-Jahre waren geprägt vom Vormarsch der Elektronik, respektive dem Übergang in die Informatik-Ära. Nach einer Periode der Diversifikation und des Erwerbs verschiedener Tochtergesellschaften folgte ab 1990 eine Phase der Konsolidierung. Das Unternehmen entwickelte sich in der Folge zu einem spezialisierten Handels- und Dienstleistungsunternehmen, das seit 2002 wieder wächst. Im Jahr 2000 verkaufte Dieter Burckhardt seinen Anteil an Dietrich Pestalozzi, behielt jedoch eine beratende Funktion im Verwaltungsrat.
Matthias Pestalozzi wurde 2009 in den Verwaltungsrat der Firmengruppe gewählt. 2011 trat er in die Firma ein. Als Vertreter der nunmehr neunten Unternehmensgeneration übernahm er per 1. Oktober 2014 die Gesamtverantwortung der Unternehmensführung.